# Lü (taal)
Lü of Tai Lü is een regionale taal in Zuidwest-China. Het wordt gesproken in Zuid-Yunnan, Jinghong (Chiang Hung, Chien Rung), Xishuangbanna Dai en west van de Lixianjiang Rivier.
In dit gebied is het een officiële regionale taal, naast Chinees en Jingpho. In deze regio spreken 280.000 mensen Lü, waarvan de helft alleen deze taal spreekt. Het wordt onderwezen in het basis- en voortgezet onderwijs, maar sommige scholen onderwijzen alleen Chinees. Er zijn tijdschriften, kranten, radio- en televisieprogramma's in het Lü.
Sommige sprekers van andere talen gebruiken het als tweede taal in het lokale handelverkeer. In deze regio kunnen 84% van de sprekers van Lü als tweede taal het ook lezen en schrijven.
In totaal zijn er ongeveer 700.000 sprekers (telling in 2000). Buiten China, wordt het Lü ook gesproken in:
- Laos. Er zijn er 134.000 sprekers van het Lü in de provincies Phongsali(westelijk deel), Luang Namtha, Bokeo, Udomxai, Sainyabuli en Luang Prabang.
- Myanmar. Ongeveer 200.000 mensen spreken Lü in het Kengtung district van de Shan-staat.
- Thailand. Er zijn ongeveer 83,000 sprekers van het Lü in noordelijke Thailand: in de provincies Chiang Rai, Phayao, Lamphun, Nan en Chiang Kham.
- Vietnam. Ongeveer 5.000 mensen spreken Lü in noordwest Vietnam: in de Provincie Lai Chau, en gebied rond Binh Lu.

Het Lü behoort tot de Tai-Kadai taalfamilie.